# Richard Aavakivi
Richard Valentin Aavakivi, született: Richard Espenstein, Richard Epstein névváltozata is ismert (Luuküla, 1873. április 5. – pszkovi kormányzóság, 1906. május 6.) észt orvos, újságíró, publicista

## Élete
Apja molnár volt, a család 1875-ben telepedett le a Pszkovi kormányzóságban. 1885 és 1894 közt a tartui gimnáziumban tanult. 1894 és 1899 közt a Tartui Egyetemen orvosi tanulmányokat folytatott. Az észt diákok radikális csoportjához tartozott, itt ismerkedett meg a szocializmus eszméivel is. Egyetemi tanulmányai után 1900 és 1902 közt Tartuban, 1902 és 1906 közt Narvában volt orvos, közben 1904 és 1905 közt katonaorvos is volt az orosz–japán háborúban, innen betegsége miatt bocsátották el. A Lõbu ja Teadus című lap kiadója (Tartu, 1898-1899) volt, 1901 és 1903 közt a Teataja című napilapban is közreműködött. Már megjelenése első hónapjaiban, 1903-ban írt a szociáldemokrara Uudised című napilapba, ennek később felelős szerkesztője is lett. Lõbu ja Teadus és Rahva Lõbu-Leht című lapokba ismeretterjesztő tudományos cikkeket írt darwinista és marxista szemléletben. Gümőkórban hunyt el.

## Válogatott munkái
- Meie maakera minevik. Tartu 1900; 2. kiadás: 1906
- Inimesesoo vanadus. Tartu 1907

## Fordítás
- Ez a szócikk részben vagy egészben  a   Richard Aavakivi című észt Wikipédia-szócikk ezen változatának fordításán alapul.  Az eredeti cikk szerkesztőit annak laptörténete sorolja fel. Ez a jelzés csupán a megfogalmazás eredetét és a szerzői jogokat jelzi, nem szolgál a cikkben szereplő információk forrásmegjelöléseként.